# Карагуж (село)
Карагуж — село в Красногорском районе Алтайского края. Входит в состав муниципального образования сельское поселение Усть-Ишинский сельсовет.

## История
В 1926 году состояло из 322 хозяйств. В национальном составе населения того периода преобладали русские. В административном отношении являлось центром Карагужского сельсовета Старо-Бардинского района Бийского округа Сибирского края.

## Население
| 1926 | 1997 | 1998 | 1999 | 2000 | 2001 | 2002 | 2003 | 2004 |
| ---- | ---- | ---- | ---- | ---- | ---- | ---- | ---- | ---- |
| 1731 | ↘412 | ↘398 | ↗415 | ↘413 | ↘409 | ↘408 | ↘403 | ↗404 |
| 2005 | 2006 | 2007 | 2008 | 2009 | 2010 | 2011 | 2012 | 2013 |
| →404 | ↘393 | ↗395 | ↗408 | ↗409 | ↘363 | ↘360 | ↘359 | ↘347 |

Национальный состав
Согласно результатам переписи 2002 года, в национальной структуре населения русские составляли 99 %.